# 백조 (잡지)
《백조》(白潮)는 1922년 1월 창간된 순수 문예지로 초기 낭만주의 문학운동의 중심적 구실을 하며 3호까지 발간되었다. 예술로의 순교를 제창하며 탄생하였고, 예술을 세계의 일부가 아닌 절대적인 것으로 받아들인 동인들이다. 1923년 폐간하였다.

## 동인
동인은 홍사용, 현진건, 이상화, 나빈, 박종화, 박영희, 노자영 등 시인·소설가로 구성되어 한국의 낭만파 또는 백조파로 불리는 전성기를 이루었다.

## 낭만주의적 경향
이 때의 낭만주의는 3·1 운동 이후의 민족적 비관과 절망으로 말미암아 실망·퇴폐·비애·동경 등이 주조를 이룬 감상주의와 비슷한 것이었다. 동인의 한 사람이었던 박영희의 술회대로 《백조》 동인들은 모두 서정적인 애상(哀傷)의 시인·작가들로 《폐허》의 동인들과 흡사한 퇴폐·염세·감상·낭만적 경향의 작품들을 발표했다. 특히 《백조》파의 성격은 시인들로 대표되는데, 그들은 이념에서는 낭만주의, 기분은 퇴폐주의, 문학태도에서는 상징주의, 예술관에서는 유미적(唯美的)인 것을 내세웠다. 따라서 《백조》파의 문학은 감상·낭만·퇴폐·유미적인 것을 공통된 문학경향으로 수용하고 있으며, 근대 문예사조 면에서 볼 때 후기 낭만주의(後期浪漫主義)의 영향이 지배적이었음을 알 수 있다.
먼저 동인 홍사용은 〈봄은 가더이다〉(《백조》 2호), 〈나는 왕이로소이다〉(《백조》 3호) 등의 감상적인 낭만시를 발표했고, 나빈은 소설 〈젊은이의 시절〉(《백조》 창간호), 〈별을 안거든 울지나 말걸〉(《백조》 2호), 〈옛날의 꿈은 창백하여이다〉 등을 통해 감상과 이상의 세계를 그렸다. 특히 나빈은 19세의 나이에 조숙한 필치로 장편 〈환희(幻戱)〉를 발표하여 문단의 일대 주목을 받았고, 계속하여 〈물레방아〉, 〈벙어리 삼룡(三龍)〉, 〈뽕〉 등 낭만적 색채가 짙은 작품을 발표하여 그 앞날이 촉망되던 중 25세를 일기로 요절했다. 이상화는 《백조》 창간호에 〈말세(末世)의 희탄〉을 비롯하여, 명편 〈나의 침실로〉를 발표, 상징적인 수법으로 미지의 신비와 꿈의 세계를 동경하는 낭만시의 극치를 보여주었다. 박종화는 초기 작품으로 〈흑방비곡(黑房秘曲)〉, 〈밀실(密室)로 돌아가다〉, 〈정밀(靜謐)〉 등의 시를 통해 낭만적 꿈의 세계를 펼쳤다. 그러나 그가 원숙의 경지를 보인 것은 〈석굴암(石窟庵) 대불(大佛)〉, 〈청자부(靑磁賦)〉 등의 후기 작품에서였고, 뒤에 그는 역사소설 창작에 주력했다. 한편 박영희는 《백조》 창간호에 〈미소의 허영시(虛榮市)〉를 비롯하여 〈어둠 너머로〉, 〈월광(月光)으로 짠 병실(病室)〉, 〈꿈의 나라로〉 등의 비애와 감상의 낭만시를 발표했으나 뒤에 신경향파의 등장 전후부터 평론가로 활약하였다. 또한 현진건은 《백조》의 동인으로 출발, 초기에 〈빈처(貧妻)〉, 〈술 권하는 사회〉, 〈타락자(墮落者)〉 등 현실에 육박하는 제재(題材)를 다루어, 완벽한 구성, 치밀한 묘사로 한국소설의 새로운 리얼리즘을 구현했다.

## 같이 보기
- 폐허
- 박영희
- 이상화
- 이상정
- 나혜석
- 나빈
- 이광수
- 박종화
- 현진건